# HD 153261
Désignations
HD 153261 est une étoile variable de la constellation de l'Autel. Elle porte également la désignation d'étoile variable de V828 Arae, HD 153261 étant sa désignation dans le catalogue Henry Draper. Elle a une magnitude apparente d'environ 6,1, la plaçant près du seuil de visibilité à l'œil nu. Selon l'échelle de Bortle, elle peut être observée depuis un ciel sombre de banlieue ou un ciel rural. Basé sur un décalage annuel de la parallaxe de 2,32 mas, elle est située à une distance d'environ 1 400 années-lumière (environ 430 parsecs) de la Terre.
HD 153261 est cataloguée avec un type spectral de B1 V:ne ou B2 IVne, indiquant qu'il s'agit d'une étoile bleu-blanc de la séquence principale ou d'une sous-géante. Le « n » indique un spectre dont les raies apparaissent « nébuleuses » en raison de sa rotation rapide, et le « e » que c'est une étoile Be, avec un spectre qui montre des raies d'émission produites par des gaz circumstellaires chauds. Elle présente une certaine variabilité avec une amplitude de 0,090 en magnitude, et est suspectée d'être une binaire spectroscopique.
HD 153261 est une grande étoile qui possède 10 fois la masse du Soleil et 4,5 fois son rayon. Elle brille avec plus de 11 000 fois la luminosité du Soleil, et sa température effective est de 21 150 K. À cette température, elle brille avec une teinte bleu-blanc typique des étoiles de type B.